# Campionat britànic de trial 1990
La temporada de 1990 del Campionat britànic de trial fou la 41a edició d'aquest campionat, organitzat per l'ACU. El calendari oficial constava de 10 proves puntuables.

## Classificació final
| Posició | Pilot           | Motocicleta | Punts |
| ------- | --------------- | ----------- | ----- |
| 1       | Steve Saunders  | Fantic      | 185   |
| 2       | Robert Crawford | Beta        | 169   |
| 3       | Tony Scarlett   | Gas Gas     | 135   |
| 4       | Wayne Braybrook | Beta        | 122   |
| 5       | John Shirt      | Gas Gas     | 103   |
| 6       | John Lampkin    | Beta        | 89    |
| 7       | Rob Sartin      | JCM         | 80    |
| 8       | Phil Alderson   | Yamaha      | 72    |
| 9       | Steve Colley    | Fantic      | 66    |
| 10      | Steve Hole      | Beta        | 47    |